# Пожежник зуав (фільм, 1913)
Пожежник зуав (англ. The Fire-Fighting Zouaves) — американський короткометражний трилер режисера Джорджа Мелфорда 1913 року.

## Сюжет
Егберт Хейс, лейтенант в армії Сполучених Штатів, доглядає Роксану Мінтон, молоду і красиву дочку Герберта Мінтона, багатого бізнесмена. Дівчина не заперечує проти лейтенанта, але схильна до заступництва Бена Родеріка, керівника першої добровольчої пожежної компанії. Відповідаючи патріотичним закликам Бен і дюжина його товаришів приєднуються до полку «Зуавів». Вони піддаються глузуванням — через їх різні мундири, і Хейс не упускає можливості, щоб дискредитувати Бена. Проходить час, і Бен тп його люди відзначаються на полі бою.

## У ролях
- Гай Кумбс — Бен Родерік
- Маргарит Кортот — Роксана Мінтон
- Генрі Халлам — Герберт Мінтон
- Гаррі Ф. Міллард — Егберт Хейс
- Роберт Дж. Віньола